# Imogen Bankier
Imogen Bankier (* 18. November 1987 in Glasgow) ist eine schottische Badmintonspielerin. 

## Karriere
Imogen Bankier gewann 2005 die schottischen Juniorenmeisterschaften gefolgt von Siegen bei den Norwegian International, Irish Open und Iceland International 2006. 2007 wurde sie erstmals schottische Meisterin bei den Erwachsenen und gewann auch die Scottish Open. Bei den Commonwealth Games 2010 wurde sie Fünfte im Mixed.

## Sportliche Erfolge
| Saison | Veranstaltung                       | Disziplin   | Platz | Name                                |
| ------ | ----------------------------------- | ----------- | ----- | ----------------------------------- |
| 2005   | Schottland: Juniorenmeisterschaften | Damendoppel | 1     | Imogen Bankier / Emma Mason         |
| 2006   | Norwegian International             | Damendoppel | 1     | Imogen Bankier / Emma Mason         |
| 2006   | Irish Open                          | Damendoppel | 1     | Emma Mason / Imogen Bankier         |
| 2006   | Iceland International               | Damendoppel | 1     | Imogen Bankier / Emma Mason         |
| 2007   | Scottish Open                       | Mixed       | 1     | Robert Blair / Imogen Bankier       |
| 2007   | Bitburger Open                      | Mixed       | 2     | Robert Blair / Imogen Bankier       |
| 2007   | Schottland: Einzelmeisterschaften   | Mixed       | 1     | Watson Briggs / Imogen Bankier      |
| 2008   | Europameisterschaft                 | Mixed       | 5     | Robert Blair / Imogen Bankier       |
| 2008   | Europameisterschaft                 | Damendoppel | 5     | Yuan Gao / Imogen Bankier           |
| 2008   | Schottland: Einzelmeisterschaften   | Mixed       | 1     | Watson Briggs / Imogen Bankier      |
| 2008   | Schottland: Einzelmeisterschaften   | Damendoppel | 1     | Imogen Bankier / Emma Mason         |
| 2009   | Schottland: Einzelmeisterschaften   | Mixed       | 1     | Watson Briggs / Imogen Bankier      |
| 2009   | Schottland: Einzelmeisterschaften   | Damendoppel | 1     | Imogen Bankier / Jillie Cooper      |
| 2010   | Schottland: Einzelmeisterschaften   | Mixed       | 1     | Watson Briggs / Imogen Bankier      |
| 2010   | Schottland: Einzelmeisterschaften   | Damendoppel | 1     | Imogen Bankier / Emma Mason         |
| 2010   | Commonwealth Games                  | Mixed       | 5     | Watson Briggs / Imogen Bankier      |
| 2010   | Irish Open                          | Mixed       | 1     | Christopher Adcock / Imogen Bankier |
| 2012   | Finnish International               | Mixed       | 1     | Christopher Adcock / Imogen Bankier |
| 2013   | Czech International                 | Damendoppel | 1     | Petja Nedeltschewa / Imogen Bankier |
| 2013   | Bulgarian International             | Mixed       | 1     | Robert Blair / Imogen Bankier       |
| 2014   | German Open                         | Mixed       | 1     | Robert Blair / Imogen Bankier       |
| 2014   | Spanish International               | Mixed       | 1     | Robert Blair / Imogen Bankier       |